# تشارلز جي. إف. ريس
تشارلز جي. إف. ريس هو مهندس معماري ألماني، ولد في 1 فبراير 1855، وتوفي في 8 مايو 1931.